# Hypoxystis irroraria
Hypoxystis irroraria là một loài bướm đêm trong họ Geometridae.